# Elecciones al Parlamento Europeo de 2019 (Alemania)
Las Elecciones al Parlamento Europeo de 2019 se llevaron a cabo en Alemania el 26 de mayo de 2019, con el propósito de elegir a los miembros de la circunscripción nacional de Alemania al Parlamento Europeo.
Esta fue la primera elección que se celebró a nivel nacional desde las elecciones federales de 2017, en las que la coalición gobernante de la canciller Angela Merkel entre los  demócratas cristianos de la CDU y los socialdemócratas del SPD disminuyó considerablemente en popularidad, con la alternativa euroescéptica de Alternativa para Alemania logrando avances significativos. En 2018, los Verdes y la AfD lograron grandes avances en las elecciones regionales en Baviera y Hesse, mientras que los partidos tradicionales registraron grandes pérdidas.
Desde las elecciones al Parlamento Europeo de 2014, Alemania no tiene un umbral formal mínimo de votos requeridos para que un partido gane un escaño en el PE. Esto ha permitido que varios partidos más pequeños obtengan representación, ya que solo tienen que alcanzar aproximadamente el 0,5 % para obtener su primer escaño con el método Sainte-Laguë.
Aunque el Consejo Europeo recomendó que los países con más de 35 eurodiputados introduzcan un umbral entre el 2 y el 5 %, el gobierno alemán abandonó sus planes para fijar un umbral del 2 % en noviembre de 2018.
Los comicios se llevaron a cabo en paralelo a las elecciones estatales de Bremen y varias elecciones municipales en los diferentes Estados federados.

## Resultados
| Partido                                | Partido                                               | Partido Europeo       | Grupo Europeo         | Candidato             | Votos      | %      | +/–   | Escaños | +/–         |
| -------------------------------------- | ----------------------------------------------------- | --------------------- | --------------------- | --------------------- | ---------- | ------ | ----- | ------- | ----------- |
|                                        | Unión Demócrata Cristiana (CDU)                       | EPP                   | EPPG                  | Manfred Weber         | 8.437.093  | 22,56% | 7,5   | 23/96   | 6           |
|                                        | Alianza 90/Los Verdes (GRÜNE)                         | EGP                   | G-EFA                 | Ska Keller            | 7.675.584  | 20,53% | 9,3   | 21/96   | 10          |
|                                        | Partido Socialdemócrata de Alemania (SPD)             | PES                   | S&D                   | Katarina Barley       | 5.914.953  | 15,82% | 11,4  | 16/96   | 11          |
|                                        | Alternativa para Alemania (AfD)                       | ID                    | EFDD                  | Jörg Meuthen          | 4.103.453  | 10,97% | 3,9   | 11/96   | 4           |
|                                        | Unión Social Cristiana de Baviera (CSU)               | EPP                   | EPPG                  | Manfred Weber         | 2.354.816  | 6,30%  | 1,0   | 6/96    | 1           |
|                                        | Die Linke                                             | PEL                   | GUE/NGL               | Martin Schirdewan     | 2.056.010  | 5,50%  | 1,9   | 5/96    | 2           |
|                                        | Partido Democrático Liberal (FDP)                     | ALDEP                 | ALDE                  | Nicola Beer           | 2.028.353  | 5,42%  | 2,1   | 5/96    | 2           |
|                                        | Die PARTEI (Die PARTEI)                               |                       |                       | Martin Sonneborn      | 898.386    | 2,4%   | 1,8   | 2/96    | 1           |
|                                        | Electores Libres (FW)                                 | PDE                   | ALDE                  | Ulrike Müller         | 806.590    | 2,16%  | 0,7   | 2/96    | 1           |
|                                        | Partido de la Protección de los Animales (Tierschutz) |                       |                       | Martin Buschmann      | 541.984    | 1,45%  | 0,2   | 1/96    | Sin cambios |
|                                        | Partido Ecológico-Democrático (ÖDP)                   |                       | G-EFA                 | Klaus Buchner         | 370.006    | 0,99%  | 0,4   | 1/96    | Sin cambios |
|                                        | Partido de las Familias de Alemania (Familie)         |                       |                       | Helmut Geuking        | 273.755    | 0,73%  | 0,04  | 1/96    | Sin cambios |
|                                        | Volt Alemania (Volt)                                  |                       |                       | Damian Boeselager     | 248.824    | 0,67%  | Nuevo | 1/96    | Nuevo       |
|                                        | Partido Pirata de Alemania (Piraten)                  | Pirates               | G-EFA                 | Patrick Breyer        | 243.363    | 0,65%  | 0,8   | 1/96    | Sin cambios |
|                                        | Otros partidos                                        | Otros partidos        | Otros partidos        | Otros partidos        | 1.428.061  | 3,82%  |       | 0/96    | Sin cambios |
| Votos válidos                          | Votos válidos                                         | Votos válidos         | Votos válidos         | Votos válidos         | 37.389.231 | 98,88% |       |         |             |
| Votos blancos y nulos                  | Votos blancos y nulos                                 | Votos blancos y nulos | Votos blancos y nulos | Votos blancos y nulos | 422,740    | 1,12%  |       |         |             |
| Participación                          | Participación                                         | Participación         | Participación         | Participación         | 37,811,971 | 61,4%  | 13,3  | 96/96   | Sin cambios |
| Fuente: Página web del Gobierno Alemán |                                                       |                       |                       |                       |            |        |       |         |             |

## Resultado por estado
Resultado de cada partido por estado.
| Estado                            | Union            | Grüne | SPD  | AfD  | Linke | FDP | Otros |     |      |
| --------------------------------- | ---------------- | ----- | ---- | ---- | ----- | --- | ----- | --- | ---- |
| Estado                            | Baden-Wurtemberg | 30.8  | 23.3 | 13.3 | 10.0  | 3.1 | Otros | 6.8 | 12.7 |
| Baviera                           | 40.7             | 19.1  | 9.3  | 8.5  | 2.4   | 3.4 | 16.6  |     |      |
| Berlín                            | 15.2             | 27.8  | 14.0 | 9.9  | 11.9  | 4.7 | 16.5  |     |      |
| Brandeburgo                       | 18.0             | 12.3  | 17.2 | 19.9 | 12.3  | 4.4 | 15.9  |     |      |
| Bremen                            | 21.8             | 22.7  | 24.5 | 7.7  | 7.9   | 4.7 | 10.7  |     |      |
| Hamburgo                          | 17.7             | 31.2  | 19.8 | 6.5  | 7.0   | 5.6 | 12.2  |     |      |
| Hesse                             | 25.8             | 23.4  | 18.4 | 9.9  | 4.4   | 6.4 | 11.7  |     |      |
| Mecklemburgo-Pomerania Occidental | 24.5             | 10.8  | 15.6 | 17.7 | 13.9  | 3.9 | 13.6  |     |      |
| Baja Sajonia                      | 29.9             | 22.6  | 20.9 | 7.9  | 3.8   | 5.0 | 9.9   |     |      |
| Renania del Norte-Westfalia       | 27.9             | 23.2  | 19.2 | 8.5  | 4.2   | 6.7 | 10.3  |     |      |
| Renania-Palatinado                | 31.3             | 16.7  | 21.3 | 9.8  | 3.1   | 5.8 | 12.0  |     |      |
| Sarre                             | 32.5             | 13.2  | 23.1 | 9.6  | 6.0   | 3.7 | 11.9  |     |      |
| Sajonia                           | 23.0             | 10.3  | 8.6  | 25.3 | 11.7  | 4.7 | 16.4  |     |      |
| Sajonia-Anhalt                    | 23.2             | 9.2   | 12.5 | 20.4 | 14.4  | 4.9 | 15.4  |     |      |
| Schleswig-Holstein                | 26.2             | 29.1  | 17.1 | 7.4  | 3.7   | 5.9 | 10.6  |     |      |
| Turingia                          | 24.7             | 8.6   | 11.0 | 22.5 | 13.8  | 4.4 | 15.0  |     |      |

## Imágenes

Porcentaje de votos – CDU/CSU
Porcentaje de votos – SPD
Porcentaje de votos – GRÜNE
Porcentaje de votos 2019 – Die Linke
Porcentaje de votos – AfD
Porcentaje de votos – FDP
Porcentaje de votos – FW
Porcentaje de votos – Die PARTEI
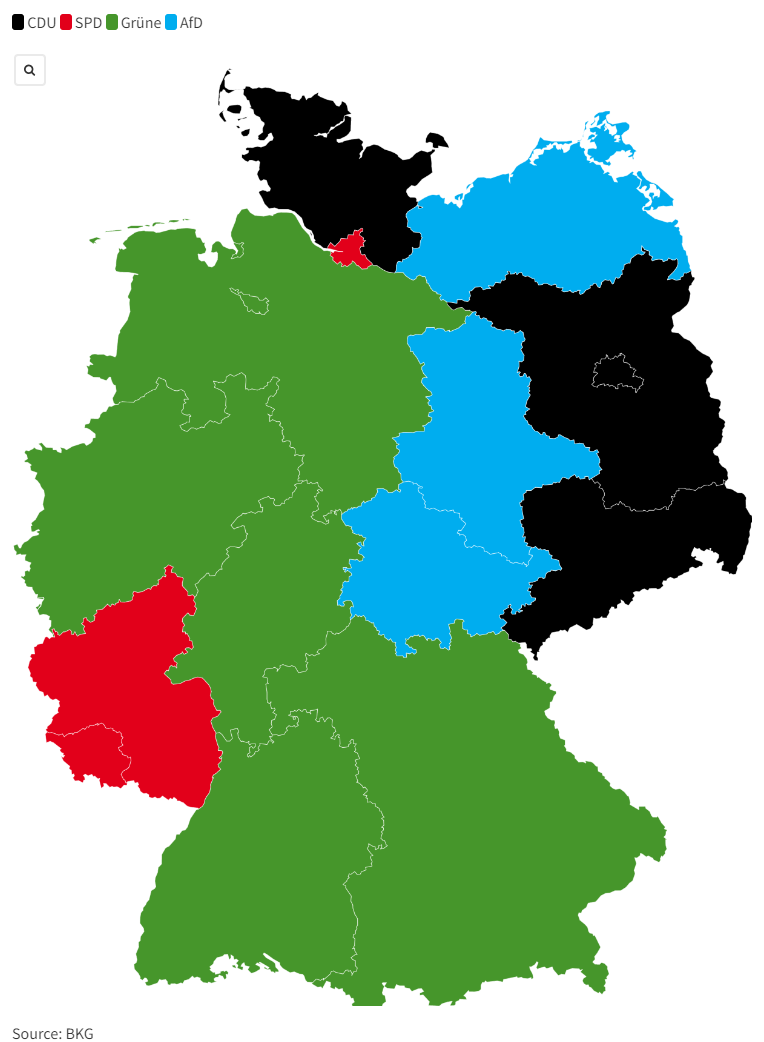
El partido que quedó segundo en cada Estado.